# Tonny
Tonny is een gehucht in de Belgische provincie Luxemburg. Het ligt in Amberloup, een deelgemeente van Sainte-Ode. Tonny ligt aan de Westelijke Ourthe, een kilometer ten westen van het centrum van Amberloup, dat op de andere oever ligt.

## Geschiedenis
Op het eind van het ancien régime werd Tonny een gemeente, maar deze werd in 1823 alweer opgeheven en bij Amberloup gevoegd. In 1977 werd Amberloup met daarin Tonny een deelgemeente van Sainte-Ode.
Deelgemeenten: Amberloup · Lavacherie · Tillet

Overige dorpen en gehuchte: Acul · Aviscourt · Beauplateau · Chisogne · Fosset · Gérimont · Herbaimont · Houmont · Hubermont · Laval · Le Jardin · Magerotte · Magery · Ménil · Pinsamont · Rechrival · Renuamont · Sprimont · Tonny

Belgische gemeenten · Arrondissement Bastenaken · Luxemburg · Wallonië